# Habronyx luteopectus
Habronyx luteopectus är en stekelart som först beskrevs av Norton 1863.  Habronyx luteopectus ingår i släktet Habronyx och familjen brokparasitsteklar. Inga underarter finns listade i Catalogue of Life.